# 乌吉密乡
乌吉密乡是中国黑龙江省哈尔滨市尚志市下辖的一个乡，位于尚志市西南部，301国道、滨绥铁路过境。